# Urorhipis rufifrons
La prinia frentirroja (Urorhipis rufifrons) es una especie de ave paseriforme de la familia Cisticolidae propia del Cuerno de África. Es la única especie de género Urorhipis.Su hábitat natural son las sabanas secas.

## Taxonomía
La prinia frentirroja fue descrita científicamente por el naturalista alemán Eduard Rüppell en 1840, con el nombre de Prinia rufifrons. La localidad tipo donde se recolectó el ejemplar descrito fue Eritrea. Su nombre específico, rufifrons, procede de la combinación de las palabras latinas rufus (rojo) y frons (frente).
Se reconocen tres subespecies:
- U. r. rufifrons (Rüppell, 1840) – se encuentra desde Chad al noroeste de Somalia;
- U. r. smithi (Sharpe, 1895) – se extiende del sureste de Sudán al centro de Somalia y el norte de Tanzania;
- U. r. rufidorsalis (Sharpe, 1897) – localizada en el sureste de Kenia.

Algunos taxónomos clasifican a la especie en el género Prinia en lugar de en el género monotípico Urorhipis. Esta ubicación alternativa se basa en un estudio genético de la familia Cisticolidae publicado en 2013 que muestra que la prinia frentirroja está cercanamente emparentada a los miembros de Prinia.